# Chrysopogon aureocinctus
Chrysopogon aureocinctus är en tvåvingeart som beskrevs av Clements 1985. Chrysopogon aureocinctus ingår i släktet Chrysopogon och familjen rovflugor. Inga underarter finns listade i Catalogue of Life.